# Gassafa
Gassafa (auch: Gazafa) ist ein Dorf in der Landgemeinde Guidiguir in Niger.

## Geographie
Das von einem traditionellen Ortsvorsteher (chef traditionnel) geleitete Dorf befindet sich rund 23 Kilometer südwestlich des Hauptorts Guidiguir der gleichnamigen Landgemeinde, die zum Departement Gouré in der Region Zinder gehört. Zu den Siedlungen in der näheren Umgebung von Gassafa zählen Djibdjiri und Falamma im Nordwesten.
Gassaf liegt in der Landschaft Mounio. Beim Dorf erstreckt sich ein kleiner See, die Mare de Gassafa, die von einer ausgedehnten Uferzone umgeben ist. Unmittelbar nördlich von Gassafa erhebt sich ein Quarzit-Hügel. Es herrscht das Klima der Sahelzone vor, mit einer durchschnittlichen jährlichen Niederschlagsmenge zwischen 300 und 400 mm.

## Bevölkerung
Bei der Volkszählung 2012 hatte Gassafa 1323 Einwohner, die in 208 Haushalten lebten. Bei der Volkszählung 2001 betrug die Einwohnerzahl 691 in 125 Haushalten und bei der Volkszählung 1988 belief sich die Einwohnerzahl auf 842 in 163 Haushalten.
Die Bevölkerungsdichte in diesem Gebiet ist mit über 100 Einwohnern je Quadratkilometer hoch. In Gassafa wird die Sprache Kanuri gesprochen.

## Wirtschaft und Infrastruktur
Das Gebiet der Ebenen im Süden der Region Zinder, in dem Gassafa liegt, ist von einer anhaltenden Degradation der ackerbaulichen Flächen gekennzeichnet, die mit der hohen Bevölkerungsdichte in Zusammenhang steht. Mit einem Centre de Santé Intégré (CSI) ist ein Gesundheitszentrum im Dorf vorhanden. Es gibt eine Schule. Die 35 Kilometer lange Route 733, eine einfache Piste, verbindet Gassafa mit dem Gemeindehauptort Guidiguir.